# 須藤義衛門

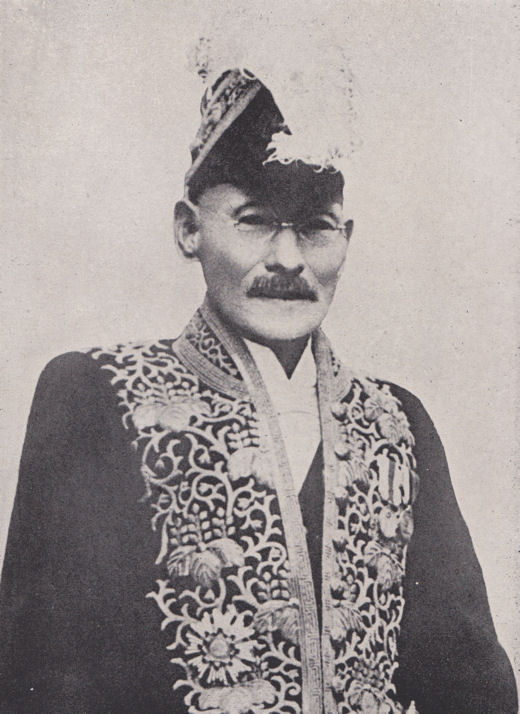
勅任官大礼服着用の須藤。

須藤 義衛門（すどう ぎえもん、万延2年2月11日（1861年3月21日） - 昭和8年（1933年）2月20日）は、大日本帝国の獣医学者、農学者。日本初の獣医学博士の一名であり、明治から昭和初期にかけて家畜、ことに馬の臨床研究に業績を挙げた。主な著作に『家畜外科学総論』、『家畜医範』などがある。1916年勲二等瑞宝章。1924年叙正三位、賜東京帝国大学名誉教授号。

## 経歴
1861年、陸奥国の仙台藩士（現宮城県仙台市）の須藤正衛の長男として生まれる。1877年宮城英語学校下等語学校卒業後、駒場農学校に進み馬学を中心に学ぶ。1882年首席卒業し、同校助教授心得を経て12月より農商務省農務局に転じた。以後畜産行政と教育現場とを渡り歩いた後、1888年より札幌農学校に教授職を得、以後教育に専心した。
1892年からは帝国農科大学（後に東京帝国大学農科）教授も兼務し、翌1893年6月より同学家畜外科学第二講座専任となる。1899年3月、東京帝国大学総長の推薦により、駒場農学校同窓生の勝島仙之助、田中宏と共に獣医学の分野において初めて博士号を受けた。1913年、高等官一等（勅任官）に任ぜられる。1923年7月に依願免官、翌1924年4月、正三位に叙せられ勅旨により東京帝国大学名誉教授の称号を受ける。在野の間も東京競馬倶楽部など各種団体の依頼を受けて大動物の臨床治療に当たった。1933年2月20日に73歳で薨去。墓所は青山霊園。

## 業績・人物

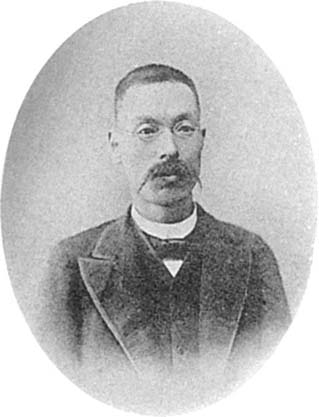
須藤義衛門

馬を中心とする家畜臨床研究の第一人者として全国各地で実地指導を行い、また各種馬事関連事業・団体の顧問を務めた。大動物に対する外科施術は「神の如く」と称され、友人でもあった勝島仙之助の内科術と双璧と謳われた。1900年には岩手県で種牡馬をヘルニアから快復させ、また1911年に奥羽種馬場において種牡馬ラシカッターが性器を損傷するに際しては、悍性の激しさから何者をも近付かせなかった同馬を全快させるに至った。
教壇においても実地本位の姿勢を貫き、また「講義はその取り扱われる牛の歩みの如く遅いけれども」懇切丁寧な指導で学生からの信頼は非常に厚かった。1910年頃には病理解剖中の失陥から炭疽症に罹患して命を落としかけるも、衰弱した体をもって教壇に立ち続け「學生達は驚くよりも敬虔の念を拂はずには居られなかつた」と伝わる。
個人的には競馬観戦を非常に好み、馬匹改良および諸外国との交流促進の観点から、風紀紊乱を招くと蔑視されていた競馬開催の重要性を説き、各種雑誌に寄稿した。その内容は馬事馬産に留まらず、獣医学者・積年の競馬ファンとしての識見に基づいた「如何なる馬の勝馬投票券を購買すべきか」といった指南にまで及んだ。

## 栄典
位階
- 1904年（明治37年）5月10日 - 正五位[1]
- 1914年（大正3年）7月10日 - 正四位[2]
- 1919年（大正8年）9月10日 - 従三位[3]
- 1924年（大正13年）4月15日 - 正三位[4]

勲章
- 1905年（明治38年）6月24日 - 勲四等瑞宝章[5]
- 1916年（大正5年）7月29日 - 勲二等瑞宝章[6]